# Thomson Newspapers Co. c. Canada (Procureur général)
Thomson Newspapers Co. c. Canada (Procureur général)  est un arrêt de principe de la Cour suprême  du Canada rendu en 1998 concernant la liberté d'expression

## Les faits
L'article 322.1 de la Loi électorale du Canada interdit la publication, la diffusion ou la diffusion de sondages d'opinion au cours des trois derniers jours d'une campagne électorale fédérale. Les entreprises de presse écrite Thomson Newspapers Co. et Southam Inc. ont sollicité une déclaration portant que cette disposition viole la liberté d'expression.

## Jugement
La Cour suprême accueille le pourvoi de Thomson Newspapers Co.

## Motifs du jugement
La disposition attaquée viole l'article 2 b) de la Charte canadienne des droits et libertés. La disposition restreint clairement la liberté expression et elle a été jugée trop restrictive pour être justifiée en vertu de l'article 1 de la Charte canadienne des droits et libertés. Par conséquent, la Cour suprême a déclaré la disposition inopérante car elle est incompatible avec la Charte.